# آورام گلیزر
آورام گلیزر (به انگلیسی: Avram Glazer) یکی از اعضای خانواده گلیزرها و پسر مالکوم گلیزر می‌باشد که کنترل شرکت‌های فرست الاید کورپوریشن، زاپاتا کورپوریشن و تمپابی بوکانیرز را بر عهده دارند. هم‌چنین آن‌ها از سهام‌داران لیگ ملی فوتبال آمریکا و صاحب باشگاه فوتبال منچستر یونایتد می‌باشند که در فلوریدا زندگی می‌کنند.
او مدرک BSBA از دانشگاه واشنگتن در سنت لوییس گرفته‌است. هم‌چنین او در دانشگاه پکینگ و دانشگاه فودان در شانگهای تحصیل کرده‌است.